# Ферганский областной комитет КП Узбекистана
Ферганский областной комитет КП Узбекистана — орган управления Ферганской областной организацией ВКП(б)/КПСС, существовавшей в 1938—1991 годах.
Ферганская область Узбекской ССР была образована 15 января 1938 года. С 1992 года Ферганский вилайет независимого Узбекистана.
Ранее Ферганская область уже существовала в Российской империи, а затем в составе Туркестанской республики. Центром области до 29 января 1925 года был город Скобелев (название Ферганы с 1910 года), затем г. Коканд.

## Ответственные секретари обкома (1920-1927)
- 1920—1922 — Икрамов, Акмаль Икрамович
- 1922 — Каримов, Абдулла Каримович (врио)
- 1922—1923 — Буров-Петров, Василий Иванович
- 1923 — Бурнашев, Ханиф Хасанович[1]
- 1923—1924 — Сегизбаев, Султан Сегизбаевич
- 1924 — Каримов, Абдулла Каримович
- 1924—1925 — Максулов, Богадыр Багаутдинович
- 1925 — Ишанбек Мавленбеков (в Коканде)
- 1925—1926 — и.о. Михаил Ефимович Михайлов (Каценеленбоген)
- 1926 — Каримов, Абдулла Каримович
- 1926—1927 — У. А. Ашуров

## Первые секретари обкома (1938—1991)
- февраль 1938 — июль 1938 — Азимов, Муминджан
- 1938— январь 1939 — С. К. Емцов
- 19…—1941 — Туртулов
- 1941 — Курбанов
- 1941—1946 — Халил Турдыев
- 1946—1948 — Абдураджаб Абдурахманов
- 1948—1949 — Колдаев, Александр Алексеевич
- сентябрь 1949—апрель 1950 — С. К. Камалов
- 1950—1951 — Махмудов Насыр
- 1951—1952 — Акрамов, Камиль
- 1952—1954 — Фазыл Коканбаев
- 1954 — и. о. Тер-Ишханов, Григорий Хасрович
- 1954—1962 — Турсун Камбаров
- 1962—1963 — Г. А. Габриэлянц
- 1963— декабрь 1964 — (сельский) Г. А. Габриэлянц
- 1963 декабрь 1964 — (промышленный) Расулов, Салих Рашидович
- декабрь 1964—1965 — Г. А. Габриэлянц
- 1965—1978 — Ф. Ш. Шамсудинов
- 1978—22 октября 1988 — Хамдам Умаров
- 22 октября 1988—21 июня 1990 — Ш. М. Юлдашев
- 21 июня 1990—14 сентября 1991 — Гуламджон Фазылов